# Carl R. Löwenström
Carl Rudolf Löwenström, född 17 januari 1900 i Lidköping, död 12 september 1974 i Sankt Petri församling i Malmö, var en svensk målare, etsare, tecknare och konstförfalskare. Hans alster består av landskap, stilleben, porträtt och djurmotiv utförda i olja eller akvarell.

## Biografi
Löwenström, som var son till en ogift tändsticksarbeterska, fick tidigt börja arbeta på det nystartade AB Lidköpings Porslinfabrik. Där hamnade han i målarsalen och man upptäckte snabbt att han hade stora konstnärliga anlag. 
Han var även talangfull som idrottsman i sportklubben IF Heimer och vann bland annat junior-DM i både häck 110 meter och tresteg där han hoppade 12,75 meter vid tävlingarna 1920.[källa behövs] 1919 spelade han fotboll  för IF Heimer. Under den här perioden medverkade han även med idrottsreferat och filmrecensioner i Nya Lidköpings-Tidningen och Wästgöta Posten och kunde ibland inte motstå att framhäva sig själv.[källa behövs] Han slutade med sitt idrottande 1921 och förekommer sporadiskt som reportageförfattare i olika tidningar innan han 1923 flyttade till Stockholm, där han startade tidningen Våra flammor, konst, satir, film, idrott, som utkom varannan vecka. Tidningen gick dock i konkurs efter några månader. 
Han försörjde sig därefter som radskrivare och konstnär. I kontakt med olika tidningar lyckades han få presskort till Olympiska sommarspelen 1924 i Paris| och efter hemkomsten därifrån gav han ut boken Hundra populära idrottsmän. Kar de Mumma skrev förordet till boken som innehöll Löwenströms tecknade karikatyrer av bland andra Sven Rydell, Arne Borg, Harry Persson och Edvin Wide. Boken sålde bra och Löwenström skapade sig därmed ett namn både i konst- och sportkretsar. Han fick en god ekonomi och etablerade sig i Stockholms uteliv. Med sin framåtanda bestämde han sig för att studera konst utomlands och bli konstnär. 

### Konstnärlig bana
Löwenström utbildade sig enligt egen utsago till konstnär under en 20-årsperiod på olika platser och konstskolor i Europa.[källa behövs] Han hävdade att han studerat vid bland annat Académie Colarossi och École des Beaux-Arts i Paris samt vid akademier i Italien och Spanien. Han uppgav även att han med ekonomiskt stöd från prins Eugen företagit studieresor till bland annat Palestina, England och Grekland.[källa behövs] Enligt egen utsago hade han haft framgångsrika utställningar över hela Europa.[källa behövs] Han hävdade även att han var representerad i Bondeförbundets partiledare Axel Pehrsson-Bramstorp, biskop Aulins och postgeneralen Örnes privata konstsamlingar.[källa behövs] En konstrecensent i Falköping ställde sig frågande till Löwenströms biografi och börjar gräva i hans förflutna. Vid kontakt med intendenten på prins Eugens Waldemarsudde fick han beskedet att det är synnerligen tveksamt om Löwenström fått stipendium av prinsen och att han inte fanns representerad vid något av de kungliga slotten, Inte heller någon av de övriga personer som Löwenström uppgett ägde någon tavla utförd av honom.[källa behövs]
Löwenströms resor i Europa startade i mitten av 1920-talet och varade fram till andra världskrigets utbrott. Vad som är sant i hans biografi är kanske bara att han rest runt i Europa, besökt museer, målat och sålt tavlor. Helt klart är att han kunde måla och man vet med säkerhet att han har ställde ut sin konst i Stockholm, Göteborg, Mariestad, Hjo, Tidaholm, Falköping, Uddevalla och Askersund.[källa behövs] Krigsåren i Stockholm var kärva för konstnärer och Löwenström tvingades försörja sig genom att försöka sälja teckningar till tidningar, rita programblad till biografer, skriva noveller samt konstrecensioner. Vid samma tid drabbades han av psykisk ohälsa.

### Förfalskningar
Löwenström fick en sjuklig idé om att bli berömd genom att skänka en dyrbar konstsamling till sin gamla hemstad Lidköping. Men tavlorna var inte äkta utan hans egna förfalskningar av Albert Engström, Einar Jolin, Einar Nerman, Georg Pauli, Anders Zorn, Bruno Liljefors och andra berömda konstnärer. När han sålde några förfalskade Albert Engström-tavlor blev han tagen av polisen och förhörd. Där presenterade han sig som Hybinette och att han bodde på Sveavägen 67. Tavlorna som han hade sålt förklarade han vara äkta och uppgav också att han var licentiat i konsthistoria med examen från Bryssel, varpå han släpptes. Men snart uppdagades fler förfalskade tavlor och polisen beslutade att göra en husrannsakan. Det upptäcks då att den uppgivna adressen saknade hus, och att där istället låg en park. När Löwenström slutligen infångades hittade man ett femtiotal förfalskade konstverk i hans bostad, några så skickligt gjorda att de var svåra att skilja från originalen. Under tiden i häktet bröt Löwenström samman och fördes till Långholmens sinnessjukavdelning. Efter undersökningar förklarades han straffri på grund av sinnessjukdom och skickades till mentalsjukhus för vård. 
När Löwenström efter några år blev utskriven tog han upp sitt konstnärskap och medverkade i utställningar, men sålde dåligt. För att överleva ritade han omslag till veckotidningar och skrev noveller. Han började också måla motiv som var populära och lättsålda på landsbygden. Han massproducerade hötorgsmålningar med zigenarflickor, samer, fiskare, havsörnar och landskap med solnedgångar, signerade med sitt eget namn. Dessa såldes i ett större antal runt om i landet och han kunde återvända till Stockholm. Därefter flyttade han till södra Europa, till länderna kring Medelhavet, där han ägnade sig åt måleri och skrev illustrerade reseskildringar som publicerades i olika tidningar, bland annat i Göteborgs Handels- och Sjöfartstidning. Löwenström är gravsatt i minneslunden på Östra kyrkogården i Malmö.  

### Webbkällor
- Vänermuseet.
- Löwenström, Carl på SvenskaGravar.se